# Отровен азмацук
Отровният азмацук (Anthriscus caucalis) е едногодишно тревисто растение от семейство Сенникови (Apiaceae).

## Описание
На височина достига между 15 и 80 cm. На външен вид е подобен на дивия керевиз, популярната готварска билка от същия род. Има специфична миризма. Сенниците са с 2 до 5 лъча, плодовете са яйцевидни, дълги 3 – 4 mm, широки до 1,5 mm, покрити с шипчета, с помощта на които се закачат за козината на животните или дрехите на хората и така се разнасят. На върха на мерикарпиите има носче, дълго около 1 mm. Цъфти в периода май – юни.

## Разпространение
Растението е разпространено в Западна, Южна и Централна Европа, Средиземноморието и части от Азия. Внесено е в други региони, като например Северна Америка и Нова Зеландия.

## Галерия
- Общ вид
- Отровният азмацук заедно с други
- Листа
- Стъбло
- Цвят
- Семена
- Сухи семена
- Хербарий